# Las (matematyka)
Las – graf, którego każdy spójny podgraf jest drzewem. Równoważnie można zdefiniować las po prostu jako acykliczny graf nieskierowany (czyli nie zawierający żadnych cykli). Wtedy jego spójne składowe są drzewami.